# 渤海海峡跨海通道

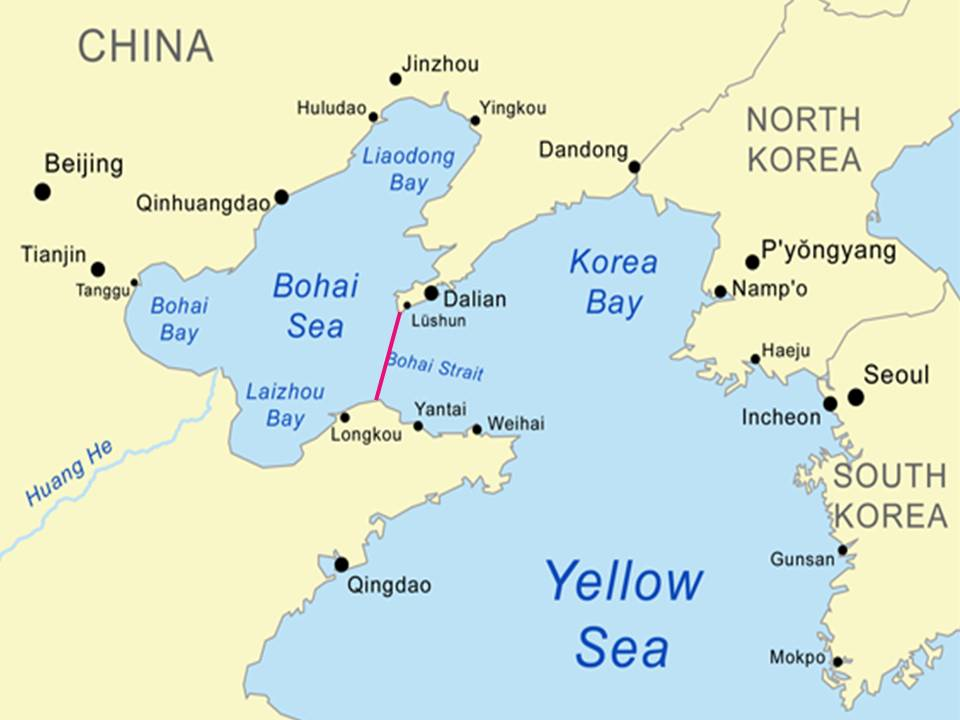
渤海海峡跨海通道(紅線)

渤海海峡跨海通道，又稱大連-煙台隧道，是始于1990年代的概念，是旨在連接山东半岛与遼東半島的交通工程，由于投资建设的成本、效益和风险均十分巨大，因此隧道提議雖多次被提出，但目前尚处于研究阶段。
2019年5月，隧道計劃正式提交國家發展和改革委員會並得到批准。該項目將包括從蓬萊連接長山群島的橋樑，然後是渤海主要海峽下的隧道，全長 125 公里。如果在 2020 年開始建設，則開放日期將在 2030 年代初期，預計預算是3000億元人民幣。

## 研究历程
1992年，当时在烟台市政府办公室任职的柳新华提出渤海海峡跨海通道建设的设想，得到时任国务院副总理邹家华的重视。为此，国务院发展研究中心成立了“渤海海峡跨海通道研究”课题组。
1995至2007年间，以烟台师范学院（现鲁东大学）环渤海发展研究院为主继续对这一项目进行研究，取得了一定的学术成果。
2008年9月，鲁东大学环渤海发展研究院举办了“渤海海峡跨海通道建设高层论坛”。10月8日，参会者李玶院士根据讨论会的共识给时任国务院总理温家宝致信《关于尽快兴建渤海海峡跨海通道的建议》并得到重视，于11月8日批转时任中共中央政治局常委、国务院副总理李克强阅转发改委。2010年，国家发改委专门牵头成立了的“渤海海峡跨海通道战略规划研究项目组”。
2012年1月，中国工程院、国家自然科学基金委设立“渤海海峡跨海通道战略规划研究”重点咨询项目。
2019年5月，2019年国际桥梁与隧道技术大会在上海召开，93岁高龄的中国科学院院士、同济大学资深荣誉教授孙钧在会上表示，渤海湾跨海通道的内部研究已到关键节点，课题组已完成通道方案的战略性规划研究报告并已上报国家发改委审批，初步估算项目资金3000亿元。

## 技術細節
計劃上，渤海海峽隧道長123公里，其中90公里是建設在水下。如果建成，這將成為世界最長的海底隧道，即使是排第二及第三的青函隧道及英吉利海峽隧道總長度之和也無法抵及。該隧道由中國鐵路工程總公司運營，將與中國高速鐵路系統相連。汽車會將被裝載在鐵路車廂上。目前，2007年開通的渤海火車渡輪可以在八小時內穿越海峽。跨海大橋建成後將縮短交通時間成本，中科院士孫鈞指出，現在從山東乘坐高鐵前往東北需要在天津中轉，至少得花10個小時以上才能抵達目的地；若搭飛機「煙台-大連」僅需45分鐘，但運量過小；渤海灣跨海通道建成後，以其全長約125km，車速每小時180至200km計算，跑完全程只需要1小時左右，大大縮短交通時間。
隧道項目支持者认为，渤海海峡跨海通道的建设经济、军事等方面的效益巨大。烟台师范学院（现鲁东大学）副校长柳新华、北京交通大学王梦恕、中科院地理研究所陆大道、同济大学资深荣誉教授孙钧等是这一项目的积极推动者。但反对者普遍认为，渤海海峡跨海通道的建设存在包含有地震、生态等自然风险，管理、技术等人为风险，也有局部战争等地缘政治风险等一系列难以克服的风险因素。